# Cettia vulcania
Cettia vulcania là một loài chim trong họ Cettiidae.